# La Canourgue (kanton)

A kanton községei

La Canourgue kanton (franciául Canton de la Canourgue) Lozère megye Mende-i kerületének egyik kantonja; a megye nyugati részén, Aveyron megye határán fekszik, központja La Canourgue.
Területe 198,96 km², 1999-ben 3087 lakosa volt, népsűrűsége 16 fő/km². 6 község tartozik hozzá, valamennyi tagja a Aubrac-Lot-Causse Településtársulásnak.
A kanton területének 52%-át alkotja La Canourgue község (104,29 km²).
A kanton területének 6,6%-át (30,14 km²) erdő borítja.

## Községek
| Község neve         | Terület (km²) | Népesség (1999, fő) | Népsűrűség (1999, fő/km²) |
| ------------------- | ------------- | ------------------- | ------------------------- |
| Banassac            | 17,41         | 813                 | 47                        |
| Canilhac            | 7,27          | 102                 | 14                        |
| La Canourgue        | 104,29        | 1922                | 18                        |
| Laval-du-Tarn       | 36,85         | 109                 | 3,0                       |
| Saint-Saturnin      | 9,14          | 73                  | 8,0                       |
| La Tieule           | 24,00         | 68                  | 2,8                       |
| La Canourgue kanton | 198,96        | 3087                | 16                        |

## Népesség
| Év   | Lakosság |
| ---- | -------- |
| 1962 | 2833     |
| 1968 | 2739     |
| 1975 | 2951     |
| 1982 | 2921     |
| 1990 | 2885     |
| 1999 | 3087     |